# Distrito judicial de Huánuco
El distrito judicial de Huánuco-Pasco es una división administrativa del Poder Judicial del Perú. Tiene como sede la ciudad de Huánuco y su competencia se extiende a siete provincias del departamento de Huánuco (Huánuco, Ambo, Dos de Mayo, Huamalíes, Lauricocha, Leoncio Prado, Pachitea y Yarowilca).

## Historia
La historia de este distrito judicial se corresponde con la de la Corte Superior de Justicia de Huánuco que fue creada separandola de la Corte Superior de Justicia de Junín mediante Ley N.º 8166 expedida el 20 de diciembre de 1935 durante el gobierno del presidente Oscar R. Benavides. Posteriormente esta división sería conocida como distrito judicial de Huánuco, Pasco y Coronel Portillo habida cuenta que su inicial jurisdicción abarcaba en su integridad el territorio del departamento de Huánuco y del departamento de Pasco así como la provincia de Coronel Portillo. La corte se instaló el 30 de abril de 1936 siendo el primer presidente de la Corte Eduardo Gómez Carrera y los vocales Octavio Cebreros, Carlos Ayarza, David Sobrevilla, César García y Humberto Mares.
En 1979, la provincia de Coronel Portillo se separó de este distrito judicial para dar lugar a la creación del distrito judicial de Ucayali. Posteriormente, el 17 de septiembre del 2004, mediante Resolución del Consejo Ejecutivo del Poder Judicial N.º 168-2004-CE se creó el distrito judicial de Pasco manteniéndose este distrito judicial únicamente como el distrito judicial de Huánuco.

## Jurisdicción
El distrito judicial de Huánuco tiene una jurisdicción sobre siete provincias del departamento de Huánuco (Huánuco, Ambo, Dos de Mayo, Huamalíes, Lauricocha, Leoncio Prado, Pachitea y Yarowilca).